# Антибиотики
Антибио́тики (от др.-греч. ἀντί «против» + βίος «жизнь») — природные и синтетические антимикробные вещества, широко применяющиеся для лечения инфекций. Антибиотики могут убивать микроорганизмы или останавливать их размножение, позволяя естественным защитным механизмам их устранять.
Среди общественности широко распространено непонимание принципов работы антибиотиков. Неправильный приём антибиотиков — раннее прекращение приёма, приём в низких дозировках и приём антибактериальных препаратов без необходимости (без рецепта), в том числе для лечения ОРВИ без присоединённой бактериальной инфекции, сильно увеличивает опасность распространения устойчивых к антибиотикам штаммов бактерий. Антибиотики, будучи противобактериальными препаратами, бесполезны для лечения заболеваний, имеющих вирусную природу — антибиотики на вирусы не действуют.

## Определения
Оригинальное определение, предложенное Ваксманом в 1947 году, гласит: 
Антибиотик — это химическое вещество, вырабатываемое микроорганизмами, способное подавлять рост и даже уничтожать бактерии и другие микроорганизмы. Действие антибиотика на микроорганизмы носит избирательный характер, причём одни организмы поражаются, а другие не поражаются вовсе или лишь в ограниченной степени; таким образом, каждый антибиотик характеризуется определённым антимикробным спектром. Избирательное действие антибиотика проявляется также в отношении микробных клеток по сравнению с клетками-хозяевами. Антибиотики сильно различаются по своим физическим и химическим свойствам и по степени токсичности для животных. Благодаря этим характеристикам некоторые антибиотики обладают значительным химиотерапевтическим потенциалом и могут использоваться для борьбы с различными микробными инфекциями у человека и животных.
В том же году Бенедикт и Лэнглайк определили антибиотик как:
Химическое соединение, вырабатываемое живыми организмами, которое способно в небольшой концентрации ингибировать жизненные процессы микроорганизмов.
В 1979 году антибиотики относили к группе бактерицидных веществ (бактерицидов, от бактерии и лат. caedo «убиваю» — химические соединения, уничтожающие бактерии). К применяемым в химиотерапевтических целях бактерицидам также относили сульфаниламидные и некоторые другие препараты.
Исторически к антибиотикам относили соединения микробного происхождения, обладающие токсическим действием на любые микроорганизмы, включая микроскопические грибы, а также клетки злокачественных опухолей. Полностью синтетические препараты, не имеющие природных аналогов и оказывающие сходное с антибиотиками подавляющее влияние на рост бактерий, традиционно было принято называть не антибиотиками, а антибактериальными химиопрепаратами. В частности, когда из антибактериальных химиопрепаратов были известны только сульфаниламиды, было принято говорить обо всём классе антибактериальных препаратов как об «антибиотиках и сульфаниламидах». В конце XX века в связи с изобретением многих весьма сильных антибактериальных химиопрепаратов, в частности фторхинолонов, приближающихся или превышающих по активности «традиционные» антибиотики, понятие «антибиотик» стало употребляться не только по отношению к природным и полусинтетическим соединениям, но и ко многим сильным антибактериальным химиопрепаратам. В 2023 году ресурс Национальной медицинской библиотеки США использует термин «антибиотики» только для антибактериальных препаратов, хотя в Британской энциклопедии (англ. Britannica) антибиотики определены как «вещества, продуцируемые живыми существами (в основном микроорганизмами) и обладающие противомикробным действием». Анатомо-терапевтическо-химическая классификация лекарственных средств (АТХ) не содержит данный термин, и в документах Минздрава вместо него используются более корректные названия этой группы лекарственных веществ — «противомикробные препараты» и, с уточнением сферы действия, «антибактериальные препараты».

## История открытия
Многие древние цивилизации, в том числе древние египтяне и греки, использовали плесень и некоторые растения для лечения инфекций, так как те содержали антибиотики. Например, в Древнем Египте, Китае и Индии плесневелый хлеб использовали для дезинфекции, прикладывая его к ранам и гнойникам.
В начале 1870-х годов исследованием плесени одновременно занимались медики Алексей Герасимович Полотебнов и Вячеслав Авксентьевич Манассеин, который, изучив грибок Penicillium glaucum, подробно описал основные, в частности, бактериостатические, свойства зелёной плесени. Полотебнов, выяснив лечебное действие плесени на гнойные раны и язвы, рекомендовал использовать плесень для лечения кожных заболеваний. Его работа «Патологическое значение зелёной плесени» вышла в 1873 году. Но идея на тот момент не получила дальнейшего практического применения.
В 1913 году американские учёные Карл Альсберг и Отис Фишер Блек получили из Penicillium puberulum токсичную субстанцию, обладающую противомикробными свойствами (в 1936 году, когда установили её химическую структуру, выяснилось, что это была пеницилловая кислота).
В 1928 году Александр Флеминг выделил первый антибиотик. Он проводил рядовой эксперимент в ходе исследования болезнетворных бактерий. Вырастив колонии стафилококков, он обнаружил, что некоторые из них заражены обыкновенной плесенью Penicillium, которая растёт на лежалом хлебе, делая его зелёным. Вокруг каждой колонии плесени была область, в которой бактерии отсутствовали. Флеминг сделал вывод, что плесень вырабатывает вещество, убивающее бактерии, которое он назвал «пенициллином». Об этом Флеминг доложил 13 сентября 1929 года на заседании Медицинского исследовательского клуба при Лондонском университете. Однако даже после опубликования статьи сообщение не вызвало у медиков энтузиазма. Дело в том, что обнаруженное вещество оказалось очень нестойким, оно разрушалось даже при кратковременном хранении, особенно в кислой среде.
Только в 1938 году двум учёным из Оксфордского университета, Говарду Флори и Эрнсту Чейну, удалось решить проблему устойчивости, получив соль пенициллиновой кислоты. В связи с большими потребностями в медикаментах во время Второй мировой войны серийное производство этого лекарства началось уже в декабре 1941 года в Великобритании, а массовое производство было развёрнуто в 1943 году в США (только с января по май было произведено 400 млн штук). В 1945 году Флемингу, Флори и Чейну за их работу была присуждена Нобелевская премия.
В СССР первый советский антибактериальный препарат под названием «Крустозин» был получен советским микробиологом Зинаидой Ермольевой в 1942 году.
После 1968 года вплоть до 2010-х годов в фармакологии не было открыто новых веществ, действующих против грамотрицательных бактерий (фармакологи только модифицировали уже известные лекарства этой группы). В 2017 году фармацевтическая компания GlaxoSmithKline объявила о создании (синтезе) антимикробного препарата нового класса — модифицированного ариломицина (G0775), эффективно воздействующего на грамотрицательные бактерии.

## Классификация
Огромное разнообразие антибиотиков и видов их воздействия на организм человека явилось причиной классифицирования и разделения противомикробных препаратов на группы.
По характеру воздействия на бактериальную клетку антибиотики можно разделить на две группы:
- бактериостатические (бактерии остаются живы, но не в состоянии размножаться),
- бактерицидные (бактерии погибают, а затем выводятся из организма).

Классификация по химической структуре, которую широко используют в медицинской среде, состоит из следующих групп:
- Бета-лактамные антибиотики, делящиеся на три подгруппы:
  - Пенициллины — вырабатываются колониями плесневого грибка Penicillinum;
  - Цефалоспорины — обладают схожей структурой с пенициллинами. Используются по отношению к пенициллинустойчивым бактериям.
  - Карбапенемы — структура более устойчива к лактамазам, чем у пенициллинов и цефалоспоринов, что значительно расширяет спектр действия.
  - Монобактамы — на сегодняшний день, единственным представителем группы является — Азтреонам, обладающий избирательным спектром действия против аэробных грамотрицательных бактерий.
- Макролиды — антибиотики со сложной циклической структурой. Действие — бактериостатическое.
- Тетрациклины — используются для лечения инфекций дыхательных и мочевыводящих путей, лечения тяжёлых инфекций типа сибирской язвы, туляремии, бруцеллёза. Действие — бактериостатическое.
- Аминогликозиды — обладают высокой токсичностью. Используются для лечения тяжёлых инфекций типа заражения крови или перитонитов. Действие — бактерицидное.
- Амфениколы — Использование ограничено по причине повышенной опасности серьёзных осложнений — поражении костного мозга, вырабатывающего клетки крови. Действие — бактериостатическое.
- Гликопептидные антибиотики нарушают синтез клеточной стенки бактерий. Оказывают бактерицидное действие, однако в отношении энтерококков, некоторых стрептококков и стафилококков действуют бактериостатически.
- Линкозамиды оказывают бактериостатическое действие, которое обусловлено ингибированием синтеза белка рибосомами. В высоких концентрациях в отношении высокочувствительных микроорганизмов могут проявлять бактерицидный эффект.
- Фторхинолоны — ципрофлоксацин, норфлоксацин, офлоксацин, пефлоксацин, ломефлоксацин, спарфлоксацин, левофлоксацин, моксифлоксацин, гемифлоксацин, гатифлоксацин, ситафлоксацин, тровафлоксацин, делафлоксацин.
- Антибиотики разных групп — Рифамицин, Ристомицина сульфат, Фузидин-натрий, Полимиксина M сульфат, Полимиксина B сульфат, Грамицидин, Гелиомицин.
- Моноклональные антитела — безлотоксумаб.

### Бета-лактамные антибиотики
Бе́та-лакта́мные антибио́тики (β-лактамные антибиотики, β-лактамы) — группа антибиотиков, которые объединяет наличие в структуре β-лактамного кольца. К бета-лактамам относятся подгруппы пенициллинов, цефалоспоринов, карбапенемов и монобактамов. Сходство химической структуры предопределяет одинаковый механизм действия всех β-лактамов (нарушение синтеза клеточной стенки бактерий), а также перекрёстную аллергию к ним у некоторых пациентов.

#### Пенициллины
Пеницилли́ны — антимикробные препараты, относящиеся к классу β-лактамных антибиотиков. Родоначальником пенициллинов является бензилпенициллин (пенициллин G, или просто пенициллин), применяющийся в клинической практике с начала 1940-х годов.

#### Цефалоспорины
Це́фалоспори́ны (англ. cephalosporins) — это класс β-лактамных антибиотиков, в основе химической структуры которых лежит 7-аминоцефалоспорановая кислота (7-АЦК). Основными особенностями цефалоспоринов по сравнению с пенициллинами являются их большая резистентность по отношению к β-лактамазам — ферментам, вырабатываемым микроорганизмами. Как оказалось, первые антибиотики — цефалоспорины, имея высокую антибактериальную активность, полной устойчивостью к β-лактамазам не обладают. Будучи резистентными в отношении плазмидных лактамаз, они разрушаются хромосомными лактамазами, которые вырабатываются грамотрицательными бактериями. Для повышения устойчивости цефалоспоринов, расширения спектра антимикробного действия, улучшения фармакокинетических параметров были синтезированы их многочисленные полусинтетические производные.

#### Карбапенемы
Карбапенемы (англ. carbapenems) — класс β-лактамных антибиотиков, с широким спектром действий, имеющие структуру, которая обусловливает их высокую устойчивость к бета-лактамазам. Не устойчивы против нового вида бета-лактамаз NDM1.

### Макролиды
Макроли́ды — группа лекарственных средств, большей частью антибиотиков, основой химической структуры которых является макроциклическое 14- или 16-членное лактонное кольцо, к которому присоединены один или несколько углеводных остатков. Действие макролидов обусловлено нарушением синтеза белка на рибосомах микроорганизмов. Макролиды относятся к классу поликетидов, соединениям естественного происхождения. Макролиды относятся к числу наименее токсичных антибиотиков.
Также к макролидам относят:
- азалиды, представляющие собой 15-членную макроциклическую структуру, получаемую путём включения атома азота в 14-членное лактонное кольцо между 9 и 10 атомами углерода;
- кетолиды — 14-членные макролиды, у которых к лактонному кольцу при 3 атоме углерода присоединена кетогруппа.

Кроме этого, в группу макролидов номинально входит относящийся к иммунодепрессантам препарат такролимус, химическую структуру которого составляет 23-членное лактонное кольцо.

### Тетрациклины
Тетрацикли́ны (англ. tetracyclines)— группа антибиотиков, относящихся к классу поликетидов, близких по химическому строению и биологическим свойствам. Представители данного семейства характеризуются общим спектром и механизмом антимикробного действия, полной перекрёстной устойчивостью, близкими фармакологическими характеристиками. Различия касаются некоторых физико-химических свойств, степени антибактериального эффекта, особенностей всасывания, распределения, метаболизма в макроорганизме и переносимости.

### Аминогликозиды
Ами́ногликози́ды — группа антибиотиков, общим в химическом строении которых является наличие в молекуле аминосахара, соединённого гликозидной связью с аминоциклическим кольцом. По химическому строению к аминогликозидам близок также спектиномицин, аминоциклитоловый антибиотик. Основное клиническое значение аминогликозидов заключается в их активности в отношении аэробных грамотрицательных бактерий.

### Линкозамиды
Ли́нкозами́ды (син.: линкосамиды) — группа антибиотиков, в которую входят природный антибиотик линкомицин и его полусинтетический аналог клиндамицин. Обладают бактериостатическими или бактерицидными свойствами в зависимости от концентрации в организме и чувствительности микроорганизмов. Действие обусловлено подавлением в бактериальных клетках синтеза белка путём связывания 50S-субъединицы рибосомы. Линкозамиды устойчивы к действию соляной кислоты желудочного сока. После приёма внутрь быстро всасываются. Используется при инфекциях, вызванных грамположительными кокками (преимущественно в качестве препаратов второго ряда) и неспорообразующей анаэробной флорой. Их обычно сочетают с антибиотиками, влияющими на грамотрицательную флору (например, аминогликозидами).

### Хлорамфеникол
Хлорамфеникол (левомицетин) — антибиотик широкого спектра действия. Бесцветные кристаллы очень горького вкуса. Применяют для лечения брюшного тифа, дизентерии и других заболеваний. Токсичен. Регистрационный номер CAS: 56-75-7. Рацемическая форма — синтомицин[уточнить].

### Гликопептидные антибиотики
Гликопептидные антибиотики — класс антибиотиков, состоит из гликозилированных циклических или полициклических нерибосомных пептидов. Этот класс антибиотиков ингибирует синтез клеточных стенок у чувствительных микроорганизмов, ингибируя синтез пептидогликанов.

### Полимиксины
Полимикси́ны — группа бактерицидных антибиотиков, обладающих узким спектром активности против грамотрицательной флоры. Основное клиническое значение имеет активность полимиксинов в отношении P. aeruginosa. По химической природе это полиеновые соединения, включающие остатки полипептидов. В обычных дозах препараты этой группы действуют бактериостатически, в высоких концентрациях — оказывают бактерицидное действие. Из препаратов в основном применяются полимиксин В и полимиксин М. Обладают выраженной нефро- и нейротоксичностью.

### Сульфаниламидные антибактериальные препараты
Сульфани́лами́ды (лат. sulfanilamide) — это группа химических веществ, производных пара-аминобензолсульфамида — амида сульфаниловой кислоты (пара-аминобензосульфокислоты). Многие из этих веществ с середины двадцатого века употребляются в качестве антибактериальных препаратов. пара-Аминобензолсульфамид — простейшее соединение класса — также называется белым стрептоцидом и применяется в медицине до сих пор. Несколько более сложный по структуре сульфаниламид пронтозил (красный стрептоцид) был первым препаратом этой группы и вообще первым в мире синтетическим антибактериальным препаратом.

### Хинолоны
Хиноло́ны — группа антибактериальных препаратов, также включающая фторхинолоны. Первые препараты этой группы, прежде всего налидиксовая кислота, в течение многих лет применялись только при инфекциях мочевыводящих путей. Но после получения фторхинолонов стало очевидно, что они могут иметь большое значение и при лечении системных бактериальных инфекций. В последние годы это наиболее динамично развивающаяся группа антибиотиков.
Фто́рхиноло́ны (англ. fluoroquinolones) — группа лекарственных веществ, обладающих выраженной противомикробной активностью, широко применяющихся в медицине в качестве антибиотиков широкого спектра действия. По широте спектра противомикробного действия, активности и показаниям к применению они действительно близки к антибиотикам, но отличаются от них по химической структуре и происхождению. (Антибиотики являются продуктами природного происхождения либо близкими синтетическими аналогами таковых, в то время, как фторхинолоны не имеют природного аналога). Фторхинолоны подразделяют на препараты первого (пефлоксацин, офлоксацин, ципрофлоксацин, ломефлоксацин, норфлоксацин) и второго поколения (левофлоксацин, спарфлоксацин, моксифлоксацин). Из препаратов группы фторхинолонов ломефлоксацин, офлоксацин, ципрофлоксацин, левофлоксацин, спарфлоксацин и моксифлоксацин входят в Перечень жизненно необходимых и важнейших лекарственных препаратов.

### Производные нитрофурана
Нитрофура́ны — группа антибактериальных средств. К нитрофуранам чувствительны грамположительные и грамотрицательные бактерии, а также хламидии и некоторые простейшие (трихомонады, лямблии). Обычно Нитрофураны действуют на микроорганизмы бактериостатически, однако в высоких дозах они могут оказывать бактерицидное действие. К нитрофуранам редко развивается устойчивость микрофлоры.

### Противотуберкулёзные препараты
Противотуберкулёзные препараты — препараты активные по отношению к палочке Ко́ха (лат. Mycobactérium tuberculósis). Согласно международной анатомо-терапевтическо-химической классификации («АТХ», англ. ATC), имеют код J04A.
По активности противотуберкулёзные препараты подразделяют на три группы:
- наиболее эффективные (изониазид, рифампицин),
- умеренно эффективные (стрептомицин, канамицин, амикацин, этамбутол, пиразинамид, офлоксацин, ципрофлоксацин, этионамид, протионамид, капреомицин, циклосерин),
- низко эффективные (ПАСК, тиоацетазон)[27]

## Номенклатура
Долгое время не существовало каких-либо единых принципов присвоения антибиотикам названий. Чаще всего их называли по родовому или видовому наименованию продуцента, реже — в соответствии с химическим строением. Некоторые антибиотики названы в соответствии с местностью, откуда был выделен продуцент, а, например, этамицин получил название от номера штамма (8).
В 1965 году Международный комитет по номенклатуре антибиотиков рекомендовал следующие правила:
1. Если известна химическая структура антибиотика, название следует выбирать с учётом того класса соединений, к которому он относится.
2. Если структура не известна, название даётся по наименованию рода, семейства или порядка (а если они использованы, то и вида), к которому принадлежит продуцент. Суффикс «мицин» присваивается только антибиотикам, синтезируемым бактериями порядка Actinomycetales.
3. В названии можно давать указание на спектр или способ действия.

## Действие антибиотиков
Антибиотики в отличие от антисептиков обладают антибактериальной активностью не только при наружном применении, но и в биологических средах организма при их системном (перорально, внутримышечно, внутривенно, ректально, вагинально и другое) применении.

### Механизмы биологического действия
- Нарушение синтеза белка: ингибирование активации и переноса аминокислот, функций рибосом (стрептомицин, тетрациклин, пуромицин).
- Подавление синтеза нуклеиновых кислот: связывание с ДНК и препятствование продвижению РНК-полимеразы (актидин), сшивание цепей ДНК, что вызывает невозможность её расплетания (рубомицин), ингибирование ферментов.
- Нарушение синтеза клеточной стенки посредством ингибирования синтеза пептидогликана (пенициллин, цефалоспорин, монобактамы), образования димеров и их переноса к растущим цепям пептидогликана (ванкомицин, флавомицин) или синтеза хитина (никкомицин, туникамицин). Антибиотики, действующие по подобному механизму, обладают бактерицидным действием, не убивают покоящиеся клетки и клетки, лишённые клеточной стенки (L-формы бактерий).
- Нарушение функционирования мембран: нарушение целостности мембраны, образование ионных каналов, связывание ионов в комплексы, растворимые в липидах, и их транспортировка. Подобным образом действуют нистатин, грамицидины, полимиксины.
- Нарушение синтеза пуринов и пиримидинов (азасерин, саркомицин).
- Ингибирование работы дыхательных ферментов (антимицины, олигомицины, ауровертин).

### Взаимодействие с алкоголем
Алкоголь может влиять как на активность, так и на метаболизм антибиотиков, влияя на активность ферментов печени, расщепляющих антибиотики. В частности, некоторые антибиотики, включая метронидазол, тинидазол, левомицетин, ко-тримоксазол, цефамандол, кетоконазол, латамоксеф, цефоперазон, цефменоксим и фуразолидон взаимодействуют с метаболизмом алкоголя в организме (блокируют преобразование уксусного альдегида в уксусную кислоту), что приводит к отравлению организма с симптоматикой, включающей тошноту, рвоту, судороги, одышку, при сильном отравлении приводит к смерти. Употребление алкоголя с этими антибиотиками категорически противопоказано. Кроме того, концентрация доксициклина и эритромицина может быть, при определённых обстоятельствах, существенно снижена при употреблении алкоголя.

## Антибиотикорезистентность
Антибиотикорезистентность принято делить на биологическую и клиническую. Под биологической антибиотикорезистентностью (антибиотикоустойчивостью) понимают способность микроорганизма противостоять действию антибиотика. Клиническая — способность микроорганизмов выживать в присутствии концентраций антимикробного препарата, максимально достижимых в условиях данного организма.
Антибиотикорезистентность может быть как природной (вследствие отсутствия мишеней для антибиотика или невозможности её достижения в микробной клетке), так и приобретённой. Примерами природной устойчивости может служить устойчивость к полимиксинам большинства грамположительных микроорганизмов в силу недоступности мишени для полимиксинов (мембраны) из-за толстого муреинового слоя (грамположительной клеточной стенки). Другим примером природной устойчивости является природная устойчивость микобактерий к бета-лактамным препаратам в силу высокой гидрофобности клеточной стенки микобактерий.
Приобретённая устойчивость возникает вследствие мутаций и под воздействием антибиотика закрепляется в популяции. Возникновению и поддержанию приобретённой устойчивости к антимикробным препаратам способствует их неграмотное и бесконтрольное использование, в частности, применение без назначения врача.

### Механизмы резистентности
- У микроорганизма может отсутствовать структура, на которую действует антибиотик (например, бактерии рода микоплазма (лат. Mycoplasma) нечувствительны к пенициллину, так как не имеют клеточной стенки);
- Микроорганизм непроницаем для антибиотика (большинство грамотрицательных бактерий невосприимчиво к пенициллину G, поскольку клеточная стенка защищена дополнительной мембраной);
- Микроорганизм в состоянии переводить антибиотик в неактивную форму (многие стафилококки (лат. Staphylococcus) содержат фермент β-лактамазу, который разрушает β-лактамовое кольцо большинства пенициллинов);
- Вследствие генных мутаций обмен веществ микроорганизма может быть изменён таким образом, что блокируемые антибиотиком реакции больше не являются критичными для жизнедеятельности организма.

## Применение
Антибиотики используются для предотвращения и лечения воспалительных процессов, вызванных бактериальной микрофлорой. По влиянию на бактериальные организмы различают бактерицидные (убивающие бактерий, например, за счёт разрушения их внешней мембраны) и бактериостатические (угнетающие размножение микроорганизма) антибиотики.
Обязательное условие применения антибиотиков — назначение врачом. Самолечение антибиотиками недопустимо и опасно. Основные опасности самолечения — искажение клинической картины (затруднение последующей диагностики заболевания) и переход заболевания в хроническую форму. Терапию антибиотиком нельзя сопровождать другими препаратами: противогрибковыми, пробиотическими и другими, которые тем или иным образом влияют на действие основного препарата.
При применении антибиотиков необходимо поддерживать концентрацию препарата в организме, для чего требуется соблюдать равные промежутки между приёмами препарата (типичное назначение 3 раза в сутки — это приём таблеток через восемь часов), капсулы и таблетки нужно глотать целиком и запивать водой, а не соком и тем более не алкогольным напитком. Пропускать приём препарата нельзя.
Общее правило — если терапия противомикробным препаратом не даёт эффекта через 72 часа, это свидетельствует об ошибочном назначении, в таком случае необходимо обратиться к врачу за другим назначением.
Антибиотики используются для профилактики массовых заболеваний животных на предприятиях животноводства, наиболее массово — в свиноводстве Китая.
Всемирная организация здравоохранения обеспокоена бесконтрольным применением антибиотиков на фоне роста частоты случаев суперинфекций (заболеваний, вызванных полирезистентными бактериями, нечувствительными к существующим антибиотикам) и выпустила рекомендации в адрес Китая, США, Франции, Индии и других стран по контролю за их применением. В США, Франции и России принимаются меры по снижению бесконтрольного и неадекватного использования антибиотиков.

### Другие области применения
Некоторые антибиотики обладают также дополнительными ценными свойствами, не связанными с их антибактериальной активностью, а имеющими отношение к их влиянию на макроорганизм.
- Доксициклин и миноциклин, помимо своих основных антибактериальных свойств, оказывают противовоспалительное действие при ревматоидном артрите и являются ингибиторами матриксных металлопротеиназ.
- Описано иммуномодулирующее (иммуносупрессивное или иммуностимулирующее) действие некоторых других антибиотиков.
- Известны противоопухолевые антибиотики.

### Антибиотики: оригинальные и дженерики
В 2000 году был опубликован обзор, в котором приводятся данные сравнительного анализа качества оригинального антибактериального препарата и 40 его дженериков из 13 разных стран мира. У 28 дженериков количество высвобождающегося при растворении активного вещества было значительно ниже, чем у оригинального, хотя все они имели соответствующую спецификацию. У 24 из 40 препаратов были превышены рекомендованный 3%-й лимит посторонних примесей и порог содержания (> 0,8 %) 6,11-ди-О-метил-эритромицина А — соединения, ответственного за возникновение нежелательных реакций.
Изучение фармацевтических свойств дженериков азитромицина, наиболее популярных в России, также показало, что общее количество примесей в копиях в 3,1—5,2 раза превышает таковое в оригинальном препарате «Сумамед» (производитель Teva Pharmaceutical Industries), в том числе неизвестных примесей — в 2—3,4 раза.
Важно, что изменение фармацевтических свойств препарата-дженерика снижает его биодоступность и, следовательно, в конечном итоге приводит к изменению специфической антибактериальной активности, уменьшению концентрации в тканях и ослаблению терапевтического эффекта. Так, в случае с азитромицином одна из копий при кислом значении pH (1,2) в тесте растворимости, моделирующем пик отделения желудочного сока, растворялась лишь на 1/3, а другая — слишком рано, на 10-й минуте, что не позволит препарату полностью всосаться в кишечнике. А один из дженериков азитромицина терял способность к растворению при значении pH 4,5.

## Роль антибиотиков в естественных микробиоценозах
Не ясно, насколько велика роль антибиотиков в конкурентных отношениях между микроорганизмами в естественных условиях. Зельман Ваксман полагал, что эта роль минимальна, антибиотики не образуются иначе как в чистых культурах на богатых средах. Впоследствии, однако, было обнаружено, что у многих продуцентов активность синтеза антибиотиков возрастает в присутствии других видов или же специфических продуктов их метаболизма. В 1978 году Л. М. Полянская на примере гелиомицина S. olivocinereus, обладающего свечением при воздействии УФ излучения, показала возможность синтеза антибиотиков в почвах. Предположительно особенно важны антибиотики в конкуренции за ресурсы среды для медленнорастущих актиномицетов. Было экспериментально показано, что при внесении в почву культур актиномицетов плотность популяции вида актиномицета, подвергающегося действию антагониста, падает быстрее и стабилизируется на более низком уровне, чем другие популяции.

## Интересные факты
По данным опроса, проведённого в 2011 году Всероссийским центром изучения общественного мнения (ВЦИОМ), 46 % россиян считают, что антибиотики убивают вирусы так же хорошо, как и бактерии (хотя на самом деле антибиотики действуют только на чувствительные бактерии).
По данным конференции «Студенческий научный форум» 2013 года со ссылкой на ВОЗ, наибольшее количество подделок — 42 % — это антибиотики.